# C-C-B シングル&アルバム・ベスト 曲数多くてすいません
「C-C-B シングル&アルバム・ベスト『曲数多くてすいません!!』」は、2014年6月4日に C-C-Bがリリースしたベスト・アルバムである。

## 解説
- 解散25周年を記念したベスト・アルバムで、C-C-Bのベスト・アルバムでは初めてディスクが2枚組となった。
- 【Disc 1】には、全15枚のシングルのA面全曲(ただし「チリドッグがお気に入り」を除く)及びカップリング曲などのボーナス・トラック4曲の計19曲を収録（長年音源化されていなかった「ナヤミの種」を初収録）。
- 【Disc 2】には、スタジオアルバムから厳選した20曲を収録。
- 解散25周年で発売された2枚のアルバムのトーク＆サイン会を2014年6月7日に開催した。渡辺、笠の2人が出演した(田口も参加予定だったが急遽入院し不在)。司会はC-C-Bの『もう、遅すぎて』の作詞も手がけた音楽ライターの森田恭子が行なった。

## 収録曲
- 【Disc 1】

| #   | タイトル                                                          | 作詞     | 作曲     | 編曲                                     | 時間 |
| --- | ----------------------------------------------------------------- | -------- | -------- | ---------------------------------------- | ---- |
| 1.  | 「CANDY」                                                         | 児島由美 | 萩原健太 | 佐孝康夫、萩原健太、ココナッツ・ボーイズ | 4:10 |
| 2.  | 「瞳少女」                                                        | 秋元康   | 芹澤廣明 | 松井忠重、ココナッツ・ボーイズ           | 3:21 |
| 3.  | 「Romanticが止まらない」                                          | 松本隆   | 筒美京平 | 船山基紀、C-C-B                          | 3:11 |
| 4.  | 「スクール・ガール」                                              | 松本隆   | 筒美京平 | 船山基紀、C-C-B                          | 4:05 |
| 5.  | 「Lucky Chanceをもう一度」                                        | 松本隆   | 筒美京平 | 船山基紀、C-C-B                          | 3:09 |
| 6.  | 「空想Kiss」                                                      | 松本隆   | 筒美京平 | 大谷和夫、C-C-B                          | 3:52 |
| 7.  | 「元気なブロークン・ハート」                                      | 松本隆   | 筒美京平 | 大谷和夫、C-C-B                          | 3:10 |
| 8.  | 「不自然な君が好き」                                              | 松本隆   | 関口誠人 | 大谷和夫、C-C-B                          | 4:17 |
| 9.  | 「ないものねだりのI Want You」                                    | 松本隆   | 筒美京平 | 大谷和夫、C-C-B                          | 4:06 |
| 10. | 「2 Much, I Love U.」                                             | 松本隆   | 筒美京平 | 大谷和夫、C-C-B                          | 3:31 |
| 11. | 「原色したいね」                                                  | 松本隆   | 渡辺英樹 | 大谷和夫、C-C-B                          | 3:57 |
| 12. | 「抱きしめたい」                                                  | 松本隆   | 筒美京平 | 大谷和夫、C-C-B                          | 3:49 |
| 13. | 「恋文（ラブレター）」                                            | 松本隆   | 渡辺英樹 | 大谷和夫、C-C-B                          | 4:02 |
| 14. | 「信じていれば」                                                  | 渡辺英樹 | 米川英之 | 田口智治、米川英之                       | 4:12 |
| 15. | 「Love Is Magic」                                                 | 松本隆   | 筒美京平 | 田口智治                                 | 4:02 |
| 16. | 「I SAY, I LOVE YOU（シングル・バージョン）」(ボーナス・トラック) | 松本隆   | 筒美京平 | 船山基紀、C-C-B                          | 3:03 |
| 17. | 「スワンの城」(ボーナス・トラック)                                | 松本隆   | 筒美京平 | 大谷和夫、C-C-B                          | 3:34 |
| 18. | 「Love Is Light」(ボーナス・トラック)                             | 松本隆   | 筒美京平 | 米川英之                                 | 3:15 |
| 19. | 「ナヤミの種（NHK「みんなの歌」バージョン）」(ボーナス・トラック) | 川村真澄 | 渡辺英樹 | 米川英之、田口智治                       | 2:17 |

- 【Disc 2】

| #   | タイトル                     | 作詞     | 作曲     | 編曲                                     | 時間 |
| --- | ---------------------------- | -------- | -------- | ---------------------------------------- | ---- |
| 1.  | 「Forever」                  | 松本隆   | 筒美京平 | C-C-B                                    | 1:21 |
| 2.  | 「腰抜けスーパーチャンプ」   | 渡辺英樹 | 渡辺英樹 | ココナッツ・ボーイズ                     | 2:59 |
| 3.  | 「破れたダイアリー」         | 関口誠人 | 関口誠人 | ココナッツ・ボーイズ                     | 3:54 |
| 4.  | 「急接近」                   | 松本隆   | 渡辺英樹 | 船山基紀、C-C-B                          | 4:08 |
| 5.  | 「浮気なジル」               | 松本隆   | 筒美京平 | 船山基紀、C-C-B                          | 3:12 |
| 6.  | 「ジェラシー」               | 渡辺英樹 | 渡辺英樹 | 大谷和夫、C-C-B                          | 4:35 |
| 7.  | 「噂のカタカナ・ボーイ」     | 関口誠人 | 関口誠人 | C-C-B                                    | 5:05 |
| 8.  | 「アニメのようなA.B.C」      | 関口誠人 | 米川英之 | 船山基紀、C-C-B                          | 3:53 |
| 9.  | 「JOKEじゃなしにI LOVE YOU」 | 松本隆   | 筒美京平 | 大谷和夫、C-C-B                          | 3:02 |
| 10. | 「東京…ナイト・フェイス」    | 渡辺英樹 | 渡辺英樹 | 大谷和夫、C-C-B                          | 3:19 |
| 11. | 「流星のラスト・デート」     | 関口誠人 | 関口誠人 | 田口智治                                 | 4:29 |
| 12. | 「冒険のススメ」             | 関口誠人 | 米川英之 | 米川英之                                 | 3:38 |
| 13. | 「ハートブレイク・カラー」   | 関口誠人 | 米川英之 | 米川英之                                 | 4:44 |
| 14. | 「毎晩、悪夢が落ちてくる」   | 森浩美   | 笠浩二   | 大谷和夫、C-C-B                          | 3:24 |
| 15. | 「B・I・N・G・O」            | 渡辺英樹 | 渡辺英樹 | 大谷和夫、C-C-B                          | 4:06 |
| 16. | 「風のラリー」               | 柳川英巳 | 米川英之 | 米川英之                                 | 3:44 |
| 17. | 「Cyber-Commander」          | 松本隆   | 田口智治 | 田口智治、大谷和夫(ブラス・ストリングス) | 4:50 |
| 18. | 「マニュアル・ワールド」     | 渡辺英樹 | 米川英之 | 米川英之                                 | 4:20 |
| 19. | 「Helter Skelter」           | 川村真澄 | 笠浩二   | 米川英之                                 | 3:44 |
| 20. | 「Born in the 60's」         | 渡辺英樹 | 米川英之 | 田口智治                                 | 4:58 |

## 楽曲解説
【Disc 1】
1. CANDY
1stシングル
2. 瞳少女
2ndシングル
3. Romanticが止まらない
3rdシングル
4. スクール・ガール
4thシングル
5. Lucky Chanceをもう一度
5thシングル
6. 空想Kiss
6thシングル
7. 元気なブロークン・ハート
7thシングル
8. 不自然な君が好き
8thシングル
9. ないものねだりのI Want You
9thシングル
10. 2 Much, I Love U.
10thシングル
11. 原色したいね
11thシングル
12. 抱きしめたい
12thシングル
13. 恋文（ラブレター）
13thシングル
14. 信じていれば
14thシングル
15. Love Is Magic
15thシングル
16. I SAY I LOVE YOU（シングル・バージョン） (ボーナス・トラック)
3rdシングル『Romanticが止まらない』のカップリング曲。1994年に発売したPlus版には未収録。
17. スワンの城 (ボーナス・トラック)
7thシングル『元気なブロークン・ハート』のカップリング曲。
18. Love Is Light (ボーナス・トラック)
11thシングル『原色したいね』のカップリング曲でPlus版には未収録。
19. ナヤミの種 (ボーナス・トラック)
1986年12月 - 1987年1月までNHK「みんなのうた」において放送されたオリジナル曲。永らく音源化されていなかったが本アルバムにて初収録となった。

　【Disc 2】
1. Forever
3rdアルバムすてきなビート収録。アカペラ曲。
2. 腰抜けスーパーチャンプ
2ndアルバムBoy's Life収録。
3. 破れたダイアリー
2ndアルバムBoy's Life収録。
CoConut Boys時代の楽曲だが関口の脱退ライブでもアンコールで演奏され、解散発表された1989年では田口がボーカルを担当した。
4. 急接近
3rdアルバムすてきなビート収録。
元々は渡辺が作詞したものがオリジナルバージョンだが、音源化される際に松本隆が作詞し直したものがアルバム『すてきなビート』に収録された。1987年以降のライブでは再び渡辺が作詞したオリジナルバージョンで歌われている。
5. 浮気なジル
3rdアルバムすてきなビート収録。
渡辺・笠・関口の3人がボーカルを担当。
関口脱退後は米川が関口パートを担当した。
6. ジェラシー
4thアルバム僕たちNO-NO-NO収録。
C-C-B解散後には渡辺が新たに作詞したバージョンでも歌われた。
7. 噂のカタカナ・ボーイ
4thアルバム僕たちNO-NO-NO収録。
ライブでは関口がアルト・サックスを演奏した。
8. アニメのようなA.B.C
4thアルバム僕たちNO-NO-NO収録。
米川がC-C-Bの楽曲で初めて作曲した。
9. JOKEじゃなしにI LOVE YOU
5thアルバム冒険のススメ収録。
解散ライブでも演奏された楽曲。
10. 東京...ナイト・フェイス
5thアルバム冒険のススメ収録。
1986年のC-C-Bのラジオ番組のOP曲であった。
11. 流星のラスト・デート
5thアルバム冒険のススメ収録。
関口が19歳の時死去した母親を歌った曲で、この曲を制作したのも関口が19歳の時。この楽曲は田口いわく「昔のドラマの主題歌みたいな曲でかなりアレンジをして大変だった」と発言している。
関口脱退後は笠浩二がメインボーカルを担当した。
12. 冒険のススメ
5thアルバム冒険のススメ収録。
13. ハートブレイク・カラー
6thアルバム愛の力コブ収録。
米川が初めてメインボーカルを取った楽曲。
14. 毎晩、悪夢が落ちてくる
6thアルバム愛の力コブ収録。
笠のソロのアルバムにも収録されている。2015年の中止になったC-C-Bのツアーにもセットリストの1曲目に入っていた。
15. B・I・N・G・O
7thアルバム石はやっぱりカタイ収録。
コーラスの「wow wow wow」が後半では「no more war」となっており、冷戦についての反戦ソングにもなっている。
16. 風のラリー
7thアルバム石はやっぱりカタイ収録。
17. Cyber-Commander
8thアルバム走れ☆バンドマン収録。
田口のHPで一時期、編曲される前の『デモ版』を聴くことができ田口が仮歌を歌っていた。
ブラス・ストリングスのアレンジは大谷和夫によるもの。
発売前の1988年4月3日に『よみうりランドEAST』でライブをした際には『S・F・X』と言うタイトルだった。
18. マニュアル・ワールド
8thアルバム走れ☆バンドマン収録。
発売前の1988年4月3日に『よみうりランドEAST』でライブをした際には『MANUEL WORLD』と言うタイトルだった。
19. Helter Skelter
9thアルバム信じていれば収録。
笠がC-C-B名義で作曲した最後の楽曲。
笠のソロのアルバムにも収録されており2008年のC-C-B(渡辺・笠・関口)の一時的な再結成でも演奏された。
20. Born in the 60’s
9thアルバム信じていれば収録。
C-C-Bのメンバーが4人とも1960年代に生まれていることがタイトルの由来になっている。
2015年に行われたC-C-Bのライブ『ゴーゴーヒデキ』のダブル・アンコールでも演奏された。
渡辺と米川のバンド『WY』のアルバムにアコースティックバージョンが収録されている。